# Benndorf
Benndorf er en kommune i landkreis Mansfeld-Südharz i den tyske delstat Sachsen-Anhalt. Kommunen hører til Verwaltungsgemeinschaft Mansfelder Grund-Helbra der har administration i Helbra.
Benndorf ligger ca. 10 km nordvest for Eisleben i udkanten af Mansfelds kobberskifferområde.
Kommunen er nævnt første gang i 1121.
I Benndorf ligger to historiske jernbaner: Wipperliese og Mansfelder Bergwerksbahn.